# Altenhagen (Landkreis Mecklenburgische Seenplatte)
Altenhagen település Németországban, Mecklenburg-Elő-Pomeránia tartományban. Lakosainak száma 324 fő (2023. december 31.).

## Népesség
A település népességének változása:
| Lakosok száma | 323  | 312  | 311  | 310  | 314  | 324  |
|               | 2014 | 2017 | 2019 | 2021 | 2022 | 2023 |